# Nudaria punkikonis
Nudaria punkikonis là một loài bướm đêm thuộc phân họ Arctiinae, họ Erebidae.